# 鳴門市賀川豊彦記念館
鳴門市賀川豊彦記念館（なるとしかがわとよひこきねんかん）は、徳島県鳴門市大麻町桧に社会運動家賀川豊彦の顕彰と主たる目的として開設された博物館である。
館外観は、大正6年に板東俘虜収容所のドイツ人の設計により建設された船本牧舎をモデルとしている。

## 沿革
- 1996年（平成08年）5月25日 - 賀川豊彦鳴門記念館設立を目指す会結成。
- 1999年（平成11年）9月11日 - 賀川豊彦鳴門記念館建設実行委員会発足。
- 2002年（平成14年）3月23日 - 開館。同年4月1日に鳴門市に運営移管が行われた。

## 施設
- 第1展示室
- 第2展示室
- 第3展示室
- 大会議室 - 80名収容
- 小会議室 - 10名収容

## 利用情報
- 入館料：大人200円、小・中学生100円　近接するドイツ館との共通券あり。なお、運営法人であるNPO法人賀川豊彦記念・鳴門友愛会の会員は無料で入場できる。
- 休館日：第4月曜日（ただし祝日の時は開館）、翌日休館、年末（12月28日 - 12月31日）
- 開館時間：9時30分 - 16時30分
- 駐車場：駐車場は道の駅第九の里及び鳴門市ドイツ館駐車場を利用、105台）

## 交通アクセス
- 高松自動車道 鳴門西バスストップから徒歩5分。
- JR板東駅から徒歩約20分。
- 高松自動車道板野ICから車で約5分。
- 徳島自動車道 藍住ICから車で約10分。
- 神戸淡路鳴門自動車道 鳴門ICから車で約15分。

## 周辺
- 道の駅第九の里 - 徒歩1分。北側に隣接。
- 鳴門市ドイツ館 - 徒歩2分。北側に隣接。
- 大麻比古神社 - 徒歩8分。阿波国一宮。大正時代にドイツ人により建設されたドイツ橋と眼鏡橋が現存。
- ドイツ村公園 - 徒歩10分。板東俘虜収容所の跡地。
- 阿波大正浪漫 バルトの庭 - 徒歩12分。映画「バルトの楽園」のロケセットや実際の俘虜収容所兵舎を移築した博物館・テーマパーク。
- 船本牧舎 - 徒歩12分。国登録有形文化財。当館のモデルとなった建物。
- 霊山寺 - 徒歩12分。四国八十八箇所第一番霊場